# Brzi Brod
Brzi Brod (en serbe cyrillique : Брзи Брод) est une localité de Serbie située dans la municipalité de Medijana et sur le territoire de la ville de Niš, district de Nišava. Au recensement de 2011, elle comptait 4 555 habitants.
Brzi Brod est officiellement classé parmi les villages de Serbie.

## Démographie

### Évolution historique de la population
| 1948 | 1953 | 1961  | 1971  | 1981  | 1991  | 2002  | 2011  |
| ---- | ---- | ----- | ----- | ----- | ----- | ----- | ----- |
| 568  | 595  | 1 055 | 1 935 | 2 945 | 3 665 | 4 452 | 4 555 |

|  |